# Eastleach
Eastleach è un villaggio e parrocchia civile dell'Inghilterra, appartenente alla contea del Gloucestershire.